# Jacques Gaucheron
Jacques Gaucheron, né le 28 juin 1920 à Guillonville (Eure-et-Loir) et mort le 28 octobre 2009 à La Frette-sur-Seine (Val-d'Oise), est un écrivain et poète français.

## Biographie
Il s'engage dans la Résistance alors qu'il est étudiant. Professeur de philosophie et militant du Parti communiste français (PCF), il consacre l'essentiel de son œuvre à la poésie.
Membre du Comité national des écrivains (CNE), il collabore à plusieurs revues : Les Lettres françaises, La Nouvelle Critique et Europe. Il est professeur à l'École nationale supérieure des Arts décoratifs de 1969 à 1985. En 1997, il crée une maison d'édition, « La Malle d'Aurore »,.
La veuve de Jacques Gaucheron a fait don de l'ensemble des archives et manuscrits de celui-ci à la Bibliothèque nationale de France en 2014.

## Hommage
En 2005, il visite Athènes où il est membre d'honneur du Centre Européen d’Art (EUARCE).

## Œuvres
- Procès-verbal, Seghers, 1949
- Le journal Libération présente quinze dessins pour la paix, poèmes de Jacques Gaucheron et Eugène Guillevic, quinze dessins dont Jean Dorville et Fernand Léger, supplément à Libération no 1836 (1950)
- Les Canuts, Les Éditeurs français réunis, 1965
- Liturgie de la fête, Pierre-Jean Oswald, 1966
- À nous deux l'amour, Les Éditeurs français réunis, 1977
- Le Livre d'heures du travailleur, Les Éditeurs français réunis, 1978 Un livre de poèmes illustrés de dessins de Max Lingner.
- La Poésie, la Résistance, du Front populaire à la Libération, Les Éditeurs français réunis, 1979
- Violons, 1980 Un livre d'artiste, poèmes illustrés de lithographies d'Arthur Rennert.
- La Maison du sourd, Temps Actuels, 1982
- La Ballade de Bobigny, Messidor, 1987
- Anthologie de la poésie macédonienne, Messidor, 1988
- La Caracole, Éditions La Farandole / Messidor, 1990
- Entre mon ombre et la lumière, Messidor, 1990
- Paul Éluard ou la fidélité à la vie, Le Temps des cerises, 1995
- Fabuleusement nôtres, Le Temps des cerises, 2000
- Orphiques, avec encres et fumées de Chantal Legendre, Éditions Complicités et La Maison de la poésie Rhône-Alpes, 2001  (ISBN 9782910721312)
- De Sable et d'encre, Voix d'encre, 2003

### Récompense
- Prix Guillaume-Apollinaire en 1990 (pour Entre mon ombre et la lumière)